# 担担面
担担面是中國四川自贡特产小吃，得名於挑担叫卖的传统。四川担担面的起源说法不一，一说是清代乾隆年间成都许老汉所创 ，一说相传担担面由自贡市一个姓陈的师傅于1841年始创。因最初挑着担子沿街叫卖得名担担面。过去成都走街串巷的担担面，用一铜锅隔两格，一格煮面，一格炖蹄膀。其面条细滑，主要佐料有红辣椒油、芝麻酱、肉末、川冬菜、碎花生或花生粉、花椒麵、红酱油、蒜末和葱花等。
相传为1841年一个绰号叫做陈包包的自贡小贩创制于四川自贡，因为早期是用扁担挑在肩上沿街叫卖，所以叫做担担面。后传入成都、重庆等地。
2013年，担担面入选商务部、中国饭店协会首次评选的“中国十大名面条”。

## 衍生
- 港式担担面：加入花生酱[1]，为汤面。
- 日式担担面：使用碱水中华麵，加入绞肉和味增炒制的“肉味增”，为汤面。

- 台灣的擔擔麵
- 日本的微辣擔擔麵
- 在美国的日本料理餐厅贩卖的日本风不辣的擔擔麵